# Miu Hirano
Miu Hirano (平野 美宇, Hirano Miu) (Numazu, prefectura de Shizuoka, 14 d'abril de 2000) és una jugadora de tennis de taula japonesa. Va competir als Jocs Olímpics d'Estiu de 2020, on va guanyar una medalla de plata.
Va guanyar l'individual femení al Campionat Asiàtic de Tennis de Taula del 2017, eliminant tres jugadores xineses destacades: la campiona olímpica i número u mundial Ding Ning, Zhu Yuling i a la final, Chen Meng. També va guanyar la Copa del Món Femenina del 2016, essent-ne la guanyadora més jove de la història.

## Trajectòria esportiva

### 2014
El març de 2014, ella i Mima Ito van guanyar el seu primer títol de dobles a l'ITTF World Tour German Open, i van esdevenir les guanyadores més joves de la competició de dobles de la ITTF World Tour. Va formar part de l'equip japonès als Jocs Asiàtics de 2014, però va perdre contra la Xina a la final.
L'abril de 2014 va guanyar el seu segon títol de dobles amb Mima Ito a l'ITTF World Tour Spanish Open.
El desembre d'aquell any va guanyar el títol de dobles amb Mima Ito a la Gran Final de la ITTF World Tour que es va celebrar a Bangkok. La parella va derrotar a la de Singapur formada per Feng Tianwei i Yu Mengyu a les semifinals i, a la final, a la parella de Polònia constituïda per Katarzyna Grzybowska i Natalia Partyka.

### 2015
El 5 de juliol de 2015, Miu Hirano i Mima Ito van guanyar el títol de dobles femenins a l'ITTF World Tour Korean Open. Era el seu tercer títol de dobles des del 2014.

### 2016
L'abril de 2016 va guanyar el seu primer títol individual femení a l'ITTF World Tour Polish Open, en derrotar a Yu Mengyu a la final.

El 9 d'octubre de 2016, amb l'absència de jugadores xineses, va aprofitar l'oportunitat de guanyar la Copa del Món Femenina de tennis de taula a Filadèlfia, després de derrotar a Mima Ito als quarts de final, Feng Tianwei a la semifinal i Cheng I-ching a la final. Miu Hirano es va convertir en la campiona del món femenina més jove i la primera jugadora no xinesa a guanyar el títol.

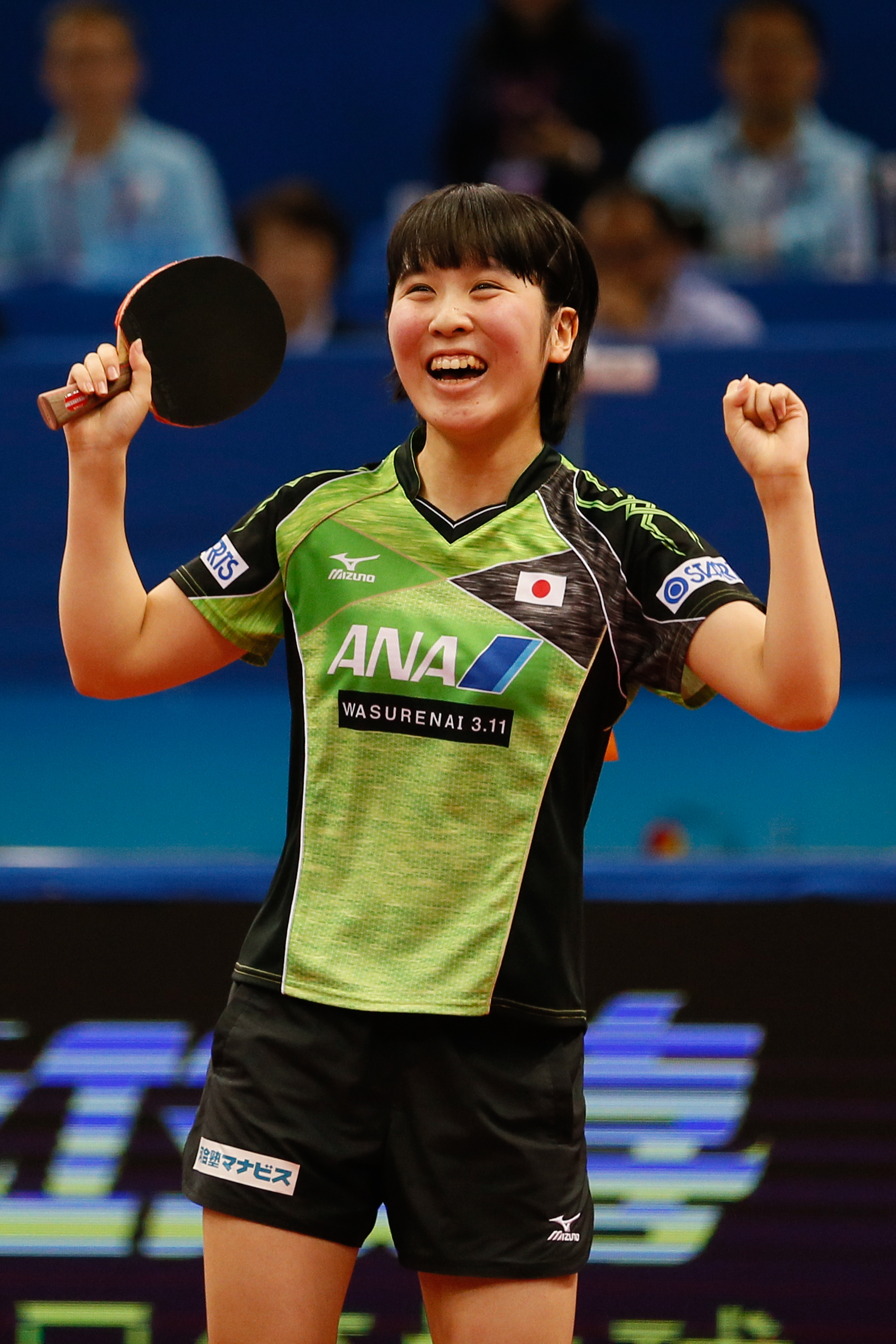
Hirano en el moment de guanyar el 2017 el Campionat Asiàtic de Tennis de taula.

### 2017
El 22 de gener de 2017 va guanyar el Campionat All Japan en derrotar a Kasumi Ishikawa per 4–2 a la final al Tokyo Metropolitan Gymnasium.
El 14 d'abril del mateix any va derrotar a la jugadora número 1 del rànquing mundial, Ding Ning, als Campionats asiàtics de tennis de taula ITTF. L'endemà del torneig, va derrotar a la jugadora número 2 del rànquing mundial Zhu Yuling a les semifinals i Chen Meng, que llavors estava en la posició número 5 del món, a les finals. Hi va establir un nou rècord per a la guanyadora més jove dels campionats asiàtics en individuals. Es va convertir en la tercera jugadora no xinesa de la història i la primera jugadora no xinesa, des de Chire Koyama el 1996, a guanyar el títol individual.
Al Campionat del Món de Tennis de taula de 2017 a Düsseldorf, Hirano va passar a les semifinals individuals però va perdre davant la xinesa Ding Ning. Va obtenir una medalla de bronze conjunta amb Liu Shiwen, també de la Xina. Això va posar fi a una llarga sequera de medalles per al Japó en individual femení als campionats del món, des que Toshiko Kowada va aconseguir la medalla d'or al Campionat del Món de 1969.

### 2021
Miu Hirano va representar el Japó als Jocs Olímpics d'estiu de Tòquio de 2020 en la categoria d'equips. No va jugar en l'esdeveniment individual. Al març va jugar al WTT Doha, però va patir entrebancs tant al WTT Contender com al WTT Star Contender, inclosa una derrota davant Shin Yubin en una possible vista prèvia de l'equip olímpic.
Hirano va guanyar la medalla de plata en la prova per equips als Jocs Olímpics d'estiu de Tòquio.

## Resultats
Estadístiques actualitzades el 7 de maig de 2017.

### Individuals
- Campionats del Món: SF (2017), vuitens de final (2015)
- Copa del Món: guanyadora (2016), 4a posició (2017)
- Gira mundial:
  - Guanyadora Open de Polònia (2016)
  - Subcampiona Open d'Espanya (2014); Open de Croàcia (2016)
- Grans finals del World Tour: SF (2016)
- Campionats d'Àsia: guanyadora (2017)
- Copa Asiàtica: QF(2016)
- Campionats del Món Júnior: QF (2014, 2016)

### Dobles
- Campionats del Món: vuitens de final (2015)
- Gira mundial:
  - Guanyadora: Open d'Alemanya, Open d'Espanya (2014); Open de Corea (2015)
  - Subcampiona: Open de Corea (2014); Open d'Espanya (2015)
- Grans Finals del World Tour
  - Guanyadora: Open de Bangkok (2014)
  - Subcampiona: Open de Lisboa (2015)
- Campionats d'Àsia: subcampiona (2015)
- Campionat del Món Júnior: subcampiona (2014)

### Dobles mixtos
- Campionats del món júnior: QF (2016)

### Equip
- Jocs Asiàtics: subcampiona (2014)
- Campionats d'Àsia: subcampiona (2015, 2017)
- Campionats del Món Júnior:
  - Guanyadora (2016)
  - Subcampiona (2014, 2015)

## Finals

### Individuals
Miu Hirano ostenta 3 títols de campiona i 2 de subcampiona:
| Resultat    | Any.Mes | Torneig                                   | Score | Adversari                  |
| ----------- | ------- | ----------------------------------------- | ----- | -------------------------- |
| Subcampiona | 2014.04 | ITTF World Tour Open d'Espanya            | 1-4   | Li Fen                     |
| Guanyadora  | 2016.04 | ITTF World Tour Open de Polònia           | 4-0   | Yu Mengyu                  |
| Subcampiona | 2016.05 | ITTF World Tour Open de Croàcia           | 1-4   | Hitomi Sato (table tennis) |
| Guanyadora  | 2016.10 | Copa del Món                              | 4-0   | Cheng I-ching              |
| Guanyadora  | 2017.04 | Campionat Asiàtic de Tennis de taula 2017 | 3-0   | Chen Meng                  |

### Dobles
En dobles, ostenta 4 títols de campiona i 4 de subcampiona:
| Resultat    | Any.Mes | Torneig                                   | Soci     | Score | Adversari                              |
| ----------- | ------- | ----------------------------------------- | -------- | ----- | -------------------------------------- |
| Guanyadora  | 2014.03 | ITTF World Tour Open d'Alemanya           | Mima Ito | 3-0   | Katarzyna Grzybowska/Natalia Partyka   |
| Guanyadora  | 2014.04 | ITTF World Tour Open d'Espanya            | Mima Ito | 3-2   | Liu Jia/Iveta Vacenovská               |
| Subcampiona | 2014.06 | ITTF World Tour Open de Corea             | Mima Ito | 0-3   | zh (CHEN Ke)/Wang Manyu                |
| Guanyadora  | 2014.12 | Grans Finals del World Tour               | Mima Ito | 4-0   | Katarzyna Grzybowska/Natalia Partyka   |
| Subcampiona | 2015.03 | ITTF World Tour Open d'Espanya            | Mima Ito | 2-3   | Ai Fukuhara/ja (WAKAMIYA Misako)       |
| Guanyadora  | 2015.07 | ITTF World Tour Open de Corea             | Mima Ito | 3-2   | Hina Hayata/Hitomi Sato (table tennis) |
| Subcampiona | 2015.10 | Campionat Asiàtic de Tennis de taula 2015 | Mima Ito | 0-4   | KIM Hye Sung/Ri Mi-gyong               |
| Subcampiona | 2015.12 | Grans Finals del World Tour               | Mima Ito | 0-4   | Ding Ning/Zhu Yuling                   |

Actualitzada fins al Campionat Asiàtic de Tennis Taula de 2017.
| Any  | Campionats del Món | Campionats del Món | Campionats del Món | Copa del Món | Copa del Món | Grans Finals del World Tour | Grans Finals del World Tour | Jocs Asiàtics | Campionat d'Àsia | Campionat d'Àsia | Campionat d'Àsia | Copa d'Àsia |
| Any  | I                  | D                  | E                  | I            | E            | I                           | D                           | E             | I                | D                | E                | I           |
| ---- | ------------------ | ------------------ | ------------------ | ------------ | ------------ | --------------------------- | --------------------------- | ------------- | ---------------- | ---------------- | ---------------- | ----------- |
| 2014 |                    |                    |                    |              |              |                             | G                           | A             |                  |                  |                  |             |
| 2015 | 3R                 | 2R                 |                    |              |              |                             | A                           |               | 4R               | A                | A                |             |
| 2016 |                    |                    |                    | G            |              | B                           |                             |               |                  |                  |                  | 5Aj         |
| 2017 | B                  | 3R                 |                    | 4Aj          |              | 1R                          |                             |               | G                |                  | A                | 4Aj         |
| 2018 |                    |                    | A                  |              | A            |                             |                             |               |                  |                  |                  | 5Aj         |

I=Individuals; D=Dobles; E=Equip
O=medalla d'or; A=medalla d'argent; B=medalla de bronze; R=rondes; Aj=Ajornat

## Rànquing mundial de la ITTF
|      | Gen. | Feb. | Mar. | Abr. | Mai. | Jun. | Jul. | Ag. | Set. | Oct. | Nov. | Des. |
| ---- | ---- | ---- | ---- | ---- | ---- | ---- | ---- | --- | ---- | ---- | ---- | ---- |
| 2010 |      |      |      |      |      |      |      |     | 841  | 826  | 813  | 826  |
| 2011 | 822  | 823  | 822  | 810  | 802  | 810  | 769  | 550 | 498  | 402  | 405  | 388  |
| 2012 | 389  | 396  | 394  | 408  | 313  | 281  | 253  | 255 | 279  | 283  | 276  | 281  |
| 2013 | 283  | 283  | 182  | 181  | 179  | 180  | 147  | 154 | 103  | 110  | 110  | 78   |
| 2014 | 69   | 69   | 53   | 49   | 33   | 34   | 33   | 33  | 45   | 44   | 48   | 42   |
| 2015 | 37   | 37   | 51   | 36   | 29   | 19   | 18   | 20  | 17   | 18   | 16   | 16   |
| 2016 | 18   | 21   | 19   | 19   | 11   | 11   | 14   | 14  | 16   | 17   | 9    | 11   |
| 2017 | 9    | 9    | 9    | 11   | 8    | 7    | 5    | 5   | 6    | 6    | 5    | 6    |
| 2018 | 6    | 7    | 6    | 6    | 6    | 7    |      |     |      |      |      |      |

## Premis
- 2016: Estrella innovadora de l'any de la ITTF[19]

## Rècords
- Campiona més jove de la Copa del Món femení
- Campiona més jove del Campionat asiàtic individual femení

## A la cultura popular
Hirano va fer el seu debut com a actriu al drama de Fuji TV del 2018 The Confidence Man JP.